# Bitva u Iquique
Bitva u Iquique (španělsky Combate naval de Iquique) byla námořní bitva, která proběhla 21. května roku 1879 u Iquique (město tehdy patřící Peru). Bitva byla součástí druhé tichomořské války, což byl konflikt mezi Chile a aliancí Peru a Bolívie. Bitva skončila vítězstvím Peru, které bojovalo s obrněnou lodí Huáscar proti chilské korvetě Esmeralda.

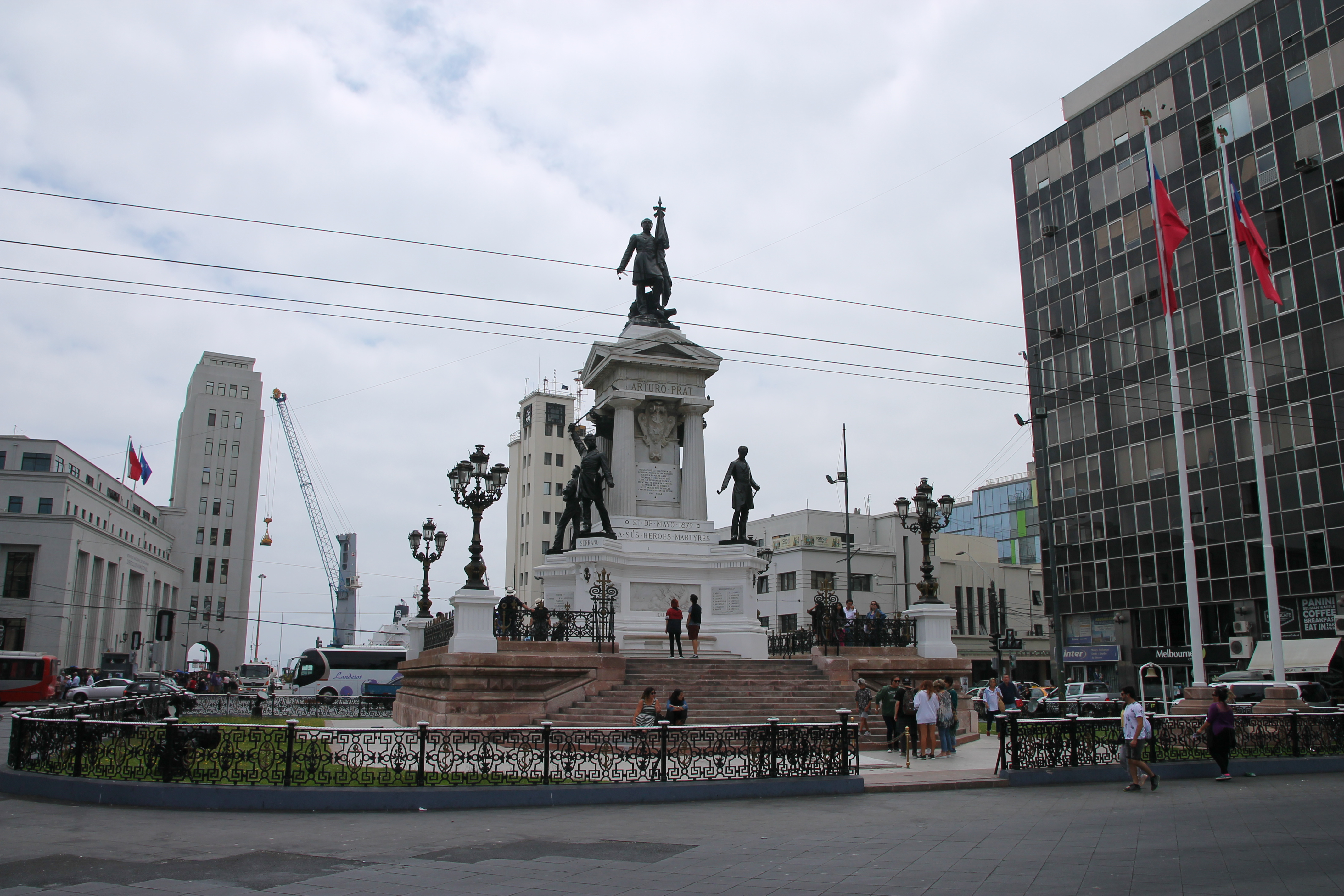
Pomník ve Valparaísu

Dnes je v Chile den 21. května slaven na památku národního hrdiny Artura Prata. V přístavu v Iquique se nachází plnohodnotná kopie korvety Esmeralda. Ve Valparaísu stojí pomník na počest hrdinů bitvy.